# Geville
Geville é uma comuna francesa na região administrativa do Grande Leste, no departamento de Meuse. Estende-se por uma área de 33 km², e possui 618 habitantes, segundo o censo de 2018, com uma densidade de 19 hab/km².